# Pteris angustata
Pteris angustata là một loài thực vật có mạch trong họ Pteridaceae. Loài này được (Fée) C.V. Morton miêu tả khoa học đầu tiên năm 1967.